# Volodymyr Ochkan
Vladimir Ochkan (né le 13 janvier 1968 à Poltava) est un athlète ukrainien ayant représenté l'Union soviétique, spécialiste du saut en longueur.

## Biographie

### Palmarès
| Date | Compétition                   | Lieu       | Résultat | Performance |
| ---- | ----------------------------- | ---------- | -------- | ----------- |
| 1987 | Championnats d'Europe juniors | Birmingham | 1er      | 8,17 m      |
| 1991 | Championnats du monde         | Tokyo      | 8e       | 7,99 m      |

### Records
| Épreuve          | Épreuve      | Performance | Lieu    | Date            |
| ---------------- | ------------ | ----------- | ------- | --------------- |
| Saut en longueur | En plein air | 8,34 m      | Riga    | 5 juin 1988     |
| Saut en longueur | En salle     | 8,32 m      | Vilnius | 10 janvier 1988 |